# Église de l'Assomption-de-la-Vierge de Proverville
L'église de l'Assomption-de-la-Vierge est une église située à Proverville, en France.

## Localisation
L'église est située sur la commune de Proverville, dans le département français de l'Aube.

## Historique
L'édifice est inscrit au titre des monuments historiques en 2001.